# 해블록 엘리스

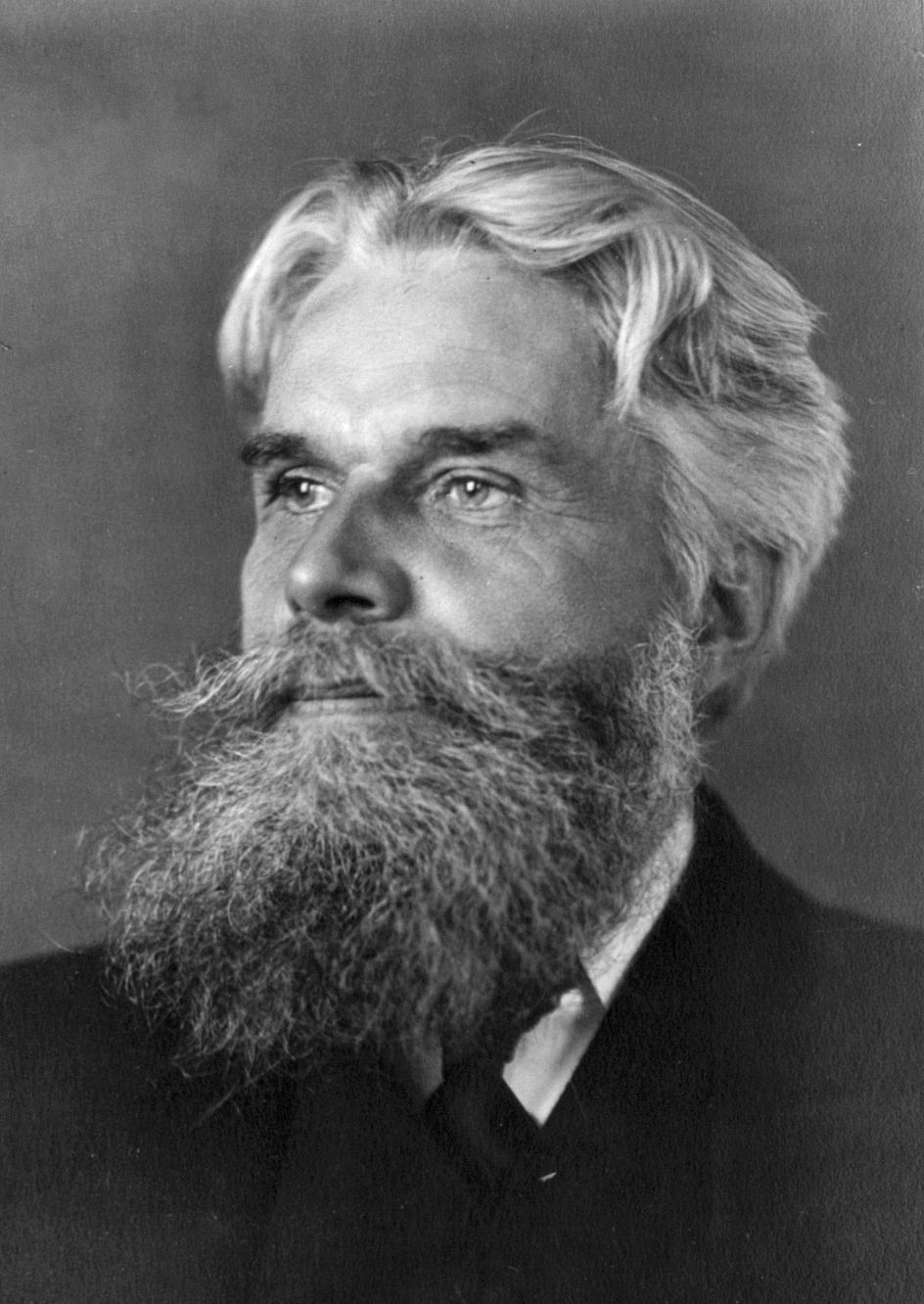
해블록 엘리스

헨리 해블록 엘리스(영어: Henry Havelock Ellis, 1859년 2월 2일 ~ 1939년 7월 8일)는 잉글랜드의 우생학자, 작가, 성학자이다. 1897년 동성애에 대한 최초의 영문 의학 교과서를 공동 집필했으며, 다양한 성적 관행과 성향, 트랜스젠더 심리학에 대한 저술도 출판했다. 그는 나중에 정신 분석에서 채택한 나르시시즘과 오토에로티시즘이라는 개념을 개발했다.
또한 엘리스는 환각제 연구의 선구자 중 한 명이었으며 1896년 자신이 경험한 메스칼린에 대한 대중에게 공개한 최초의 서면 보고서 중 하나의 저자이기도 했다. 그는 우생학을 지지했으며 1909년부터 1912년까지 우생학 학회의 16명의 부회장 중 한 명으로 재직했다.